# Monique Haasová
Monique Haasová (20. října 1909 Paříž – 9. června 1987 Paříž) byla francouzská klavíristka. Za manžela měla rumunsko-francouzského hudebního skladatele Marcela Mihalovici. Její styl hry oceňovali mj. Henri Dutilleux, Francis Poulenc a Paul Hindemith.

## Život a dílo
Haasová studovala na pařížské konzervatoři hru na klavír u Josepha Morpaina (1873–1961) a Lazara Léviho. Komorní hudbu ji vyučoval Charles Tournemire, harmonii Suzanne Demarquez (1891–1965) a dějiny hudby Maurice Emmanuel. Kromě toho chodila na soukromé hodiny k Rudolfu Serkinovi, Robertu Casadesusovi a George Enescuovi.
Po absolutoriu na konzervatoři začala vystupovat jako sólistka. Hrála ale také dua, mj. od Pierre Fourniera, Francise Poulenca, Igora Stravinského, Paula Hindemitha i Enesca, který byl přítelem a mentorem jejího manžela, Marcela Mihaloviciho. Její repertoár dosahoval rozpětí od Bacha, Haydna a Mozarta po Bartóka, Prokofjeva a Messiaena. S výjimkou Roberta Schumanna a Chopinových etud ale, podobně jako mnoho jejích tehdejších kolegů, odmítala hrát hudbu romantiků. Nejčastěji byli na programu jejích vystoupení François Couperin, Jean-Philippe Rameau, Claude Debussy und Maurice Ravel, jejichž klavírní díla kompletně nahrála.
Svou mezinárodní kariéru začala v poválečném Německu. Proslavila se nahrávkami hudby 20. století. V roce 1940 uvedla suitu pro klavír a smyčce od Hindemitha s názvem The Four Temperaments. Jeho Koncertní hudbu pro klavír, žestě a harfu nahrála za řízení samotného autora. Několik dní po György Sándorovi uvedla v premiéře 3. klavírní koncert Bély Bartóka. Její nahrávka Debussyho Études jí přinesla cenu Grand Prix du Disque, prestižní francouzské ocenění pro nahrávky vážné hudby. Většinou nahrávala pro společnost Deutsche Grammophon, mj. Capriccio pro klavír a orchestr od Stravinského v roce 1950 a klavírní koncert G-dur od Ravela dva roky před tím. Při jeho druhé nahrávce v roce 1965 připojila ještě jeho legendární koncert pro levou ruku. Na konci 60. a v průběhu 70. let vznikly důležité nahrávky skladeb Stravinského, Hindemitha, Karla Amadea Hartmanna, Dariuse Milhauda, Messiaena, Pierra Bouleze a jejího manžela Marcela Mihaloviciho. Milhaud, Florent Schmitt a především její muž pro ni napsali mnoho skladeb.
Roku 1967 začala Haasová vyučovat na své alma mater, pařížské konzervatoři, a na Mozarteu v Salcburku; zároveň ale pokračovala v nahrávání a koncertní činnosti. Pořizovala nahrávky pro firmy Deutsche Grammophon, Bertelsmann, Elektra Records a Profil Medien. V roce 2006 vydala firma Deutsche Grammophon všechny nahrávky Haasové na osmi CD.
Monique Haasová zemřela dva rok po svém manželovi ve věku 77 let.

## Styl hraní
Francouzští klavíristé generace Haasové ustupovali od lehké a často křehké techniky, spojované s Marguerite Longovou. Haasová spojila čistotu a přesnost interpretace, kterou vyznávala starší škola, s teplou barvou tónu, která odrážela vliv Alfreda Cortota. Její nesentimentální přístup k prováděným skladbám, zejména Debussyho a Ravela, přináší odlišný pohled na jejich hudbu. Haasová je prezentuje jako modernisty i jako dědice tradice Couperina a hráčů na klavichord 18. století.
Zajímavý kontrast lze objevit na jejích dvou nahrávkách Ravelova koncertu G-dur. Starší z nich z roku 1948 je z velké části závislá na instrumentálním idiomu jazzu dvacátých let. Naproti tomu druhá, pořízená v roce 1965, je daleko více "mozartovská". Odráží Ravelovo přiznání inspirace Mozartem v době, kdy koncert vznikal.